# Linia kolejowa Rosław – Kołodnia
Linia kolejowa Rosław – Kołodnia – linia kolejowa w zachodniej Rosji, w obwodzie smoleńskim.

## Geografia
Linia kolejowa łączy miasto Rosław ze Smoleńskiem. Położona jest w trzech rejonach obwodu smoleńskiego: smoleńskim, poczinkowskim i rosławskim.

## Punkty eksploatacyjne
Na eksploatowanym odcinku linii kolejowej Rosławl I – Kołodnia znajduje się 22 posterunków ruchu i punktów ekspedycyjnych, z czego 8 to stacje kolejowe (Rosławl I, Kozłowka, Stodoliszcze, Engielgardtowskaja, Poczinok, Pieriesna, Riabcewo, Tyczinino), a 13 to przystanki kolejowe (Ostior, Krapiwinskaja, Tierieszok, 304 km, Waśkowo, Grudinino, Panskaja, 349 km, Janowskij, 361 km, 368 km, Sokolja Gora, Kołodnia) oraz 1 przystanek i posterunek kontroli ruchu (Wałutino).